# Goraj
Goraj è un comune rurale polacco del distretto di Biłgoraj, nel voivodato di Lublino.
Ricopre una superficie di 67,87 km² e nel 2006 contava 4 442 abitanti.